# Polydesmus elochwensis
Polydesmus elochwensis är en mångfotingart som beskrevs av Karl Wilhelm Verhoeff 1928. Polydesmus elochwensis ingår i släktet Polydesmus och familjen plattdubbelfotingar. Utöver nominatformen finns också underarten P. e. gladiatus.